# 德魯里冰原島峰
69°14′S 156°58′E / 69.233°S 156.967°E
德魯里冰原島峰（英語：Drury Nunatak），是南極洲的冰原島峰，位於奧次地，處於雷諾茲峰西北面3公里，在1959年2月20日由澳大利亞探險隊發現和繪入地圖，現時由南極條約體系管理。